# Tom Clancy's Splinter Cell: Team Stealth Action
Tom Clancy's Splinter Cell: Team Stealth Action è la versione per console portatili del videogioco Tom Clancy's Splinter Cell. È stato realizzato nell'aprile 2003 per Game Boy Advance (col titolo originale) e nel dicembre 2003 per Nokia N-Gage (col nuovo titolo). 
Rispetto alla versione per computer e console fisse, questa è in 2D invece che in 3D. La trama è molto simile a quella originale, ma si tratta principalmente di un gioco a piattaforme, alternato da alcune parti stealth con visuale in prima persona.